# Stuart Dallas
Stuart Dallas, född 19 april 1991 i Cookstown, är en nordirländsk före detta fotbollsspelare (yttermittfältare, ytterback samt central mittfältare). Han har under sin karriär representerat Nordirlands landslag.

## Klubblagskarriär

### Coagh United, Crusaders
Efter att ha spelat ungdomsfotboll för amatörlaget Coagh United, gick Dallas vid 19 års ålder till den semiprofessionella Belfast-klubben Crusaders FC, där han tränade en gång i veckan för en veckolön på 70 pund.

### Brentford
Den 12 april 2012 värvades han till Brentford FC i engelska League One och skrev där vid 21 års ålder på sitt första proffskontrakt. Han hade inledningsvis svårt att ta plats i den professionella fotbollen, men efter ett lån 2013 till Northampton Town slog han sig även in i startelvan hos Brentford, som samma säsong slutade tvåa i serien och blev uppflyttade. Under 2014/2015 spelade han i 38 av lagets matcher i andradivisionen Championship och gjorde sex seriemål när laget som nykomlingar slutade femma och nådde semifinal i kvalet till Premier League.

### Leeds United

#### 2015/2016
Den 4 augusti 2015 värvades Dallas av Leeds United, även de i Championship. Övergångssumman uppgavs ligga på omkring 1,3 miljoner pund och kontraktet skrevs på tre år. Han återförenades i Leeds med managern Uwe Rösler, som tidigare tränat Dallas i Brentford. Under sin första säsong i Yorkshire-klubben spelade han 49 matcher och gjorde fem mål i alla tävlingar. Han fick även utmärkelse som Players' Player of the Year.

#### 2016/2017
Dallas andra säsong i Leeds fick en mer blandad inledning. Han missade större delen av försäsongen på grund av spel i fotbolls-EM, och skadade sig den 8 oktober i en landskamp mot San Marino varefter han var borta i över en månad. Efter återkomsten från skada spelade han regelbundet och hann med 35 matcher och tre mål under säsongen.

#### 2017/20178
Den 30 augusti 2017 skrev Dallas på ett nytt treårskontrakt för Leeds United. Efter att Leeds United under sommaren 2017 värvat ett flertal nya spelare hamnade Dallas huvudsakligen på bänken från starten av säsongen 2017/2018. Fram till jul hade han startat två seriematcher, blivit inbytt elva gånger och gjort två mål. Från februari 2018 tog sig Dallas åter in i startelvan och säsongen kunde så småningom summeras till sammanlagt 32 matcher, varav 17 från start.

#### 2018/2019
Dallas inledde säsongen 2018/2019 med enstaka inhopp från avbytarbänken, men fick under hösten starta flera matcher som ytterback, efter skador på Luke Ayling och Gaetano Berardi. Den 1 december 2019, under ett bortamöte med Sheffield United, drabbades han av en fraktur i foten, men kunde trots detta slutföra matchen.
Dallas spelade 28 seriematcher under 2018/2019, varav 12 från start. Han gjorde fyra mål, varav Leeds bägge mål i den andra playoffsemifinalen mot Derby County, vilket dock inte räckte för att undvika förlust med sammanlagt 4–3 över två matcher.

#### 2019/2020
Då Luke Ayling drabbats av skada fick Dallas börja säsongen som högerback. Den 11 september förlängdes hans kontrakt med Leeds United till 2023. Under hösten och den tidiga vintern spelade Dallas samtliga matchen för Leeds, först som ytterback och sedan i en ny roll som central mittfältare.

### 2021/2022
I juli 2021 skrev Dallas på ett nytt treårskontrakt med Leeds United. Den 30 april 2022 kolliderade Dallas med Manchester Citys Jack Grealish och fick bäras ut på bår. Leeds meddelade senare att Dallas hade brutit lårbenet och att han skulle behöva opereras.
I april 2024 meddelade Dallas att han avslutar sin fotbollskarriär efter att inte spelat på två år på grund av skadebekymmer.

## Landslagskarriär
Dallas gjorde sin debut i det nordirländska landslaget mot Wales den 27 maj 2011, vid en tid då han fortfarande spelade semiprofessionell fotboll i Crusaders. I september samma år spelade han en match för U21-laget, en förlust mot Danmark.
Hans nästa framträdande för Nordirland skulle dröja nästan fyra år, tills efter genombrottet i Brentford, då han den 25 mars 2015 blev uttagen att spela från start i en träningsmatch mot Skottland. Sedan dess har Dallas regelbundet figurerat i landslaget och var med i truppen då landet 2016 deltog i sitt första Europamästerskap någonsin. Efter inhopp i den inledande matchen mot Polen startade han de återstående tre, då Nordirland gick vidare från gruppspelet för att slås ut av Wales i åttondelsfinal.
I kvalet till VM 2018 i Ryssland deltog Dallas i åtta av Nordirlands tio matcher i gruppspelet, varav sju från start. Nordirland slutade tvåa i gruppen och slogs därefter ut i playoffmötet med Schweiz, som man förlorade med 1-0 över två matcher, av vilka Dallas startade i bägge.